# Rio Branco do Ivaí
Rio Branco do Ivaí este un oraș în Paraná (PR), Brazilia.